# Mayas-USA
I Mayas-USA sono stati una franchigia di pallacanestro della WBA, con sede a Dallas, in Texas, attivi nel 2007.
Erano di proprietà dei Mayas de Yucatan della Liga Nacional de Baloncesto Profesional.
Terminarono la regular season con un record di 10-1 e sconfissero nella serie finale i Gwinnett Ravia-Rebels per 2-0.

## Stagioni
| Stagione | Lega | Denominazione | V  | P | %    | Piazzamento | Play-off |
| -------- | ---- | ------------- | -- | - | ---- | ----------- | -------- |
| 2007     | WBA  | Mayas-USA     | 10 | 1 | 90,9 | 1º          | Campioni |